# Frotey-lès-Lure
Ne doit pas être confondu avec Frotey-lès-Vesoul.
Frotey-lès-Lure est une commune française située dans le département de la Haute-Saône, la région culturelle et historique de Franche-Comté et la région administrative Bourgogne-Franche-Comté.
Ses habitants sont nommés les Froteysiens aujourd'hui, mais par le passé le nom de « Caget » était le véritable nom donné aux habitants de Frotey.

## Géographie

### Localisation
Frotey-lès-Lure est située dans le nord-est de la Bourgogne-Franche-Comté, dans le département de la Haute-Saône, non loin du Territoire de Belfort et du Doubs.

### Topographie

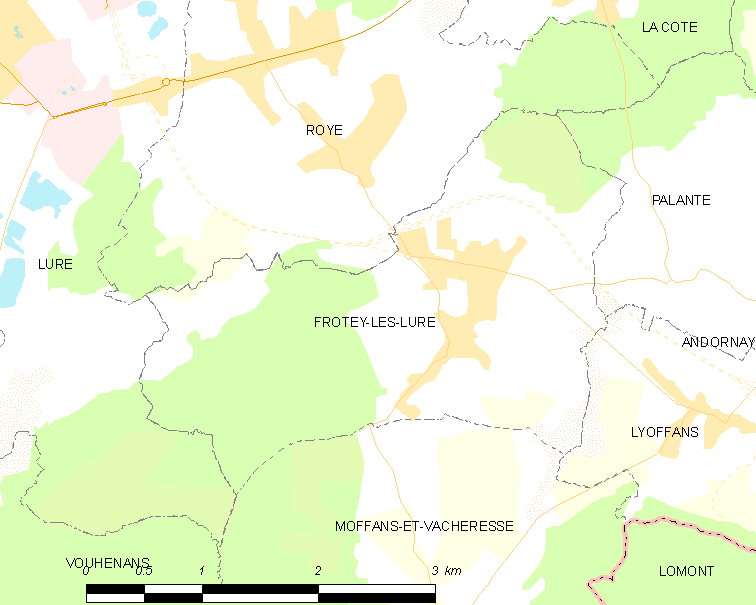
Le territoire communal dans son contexte local.

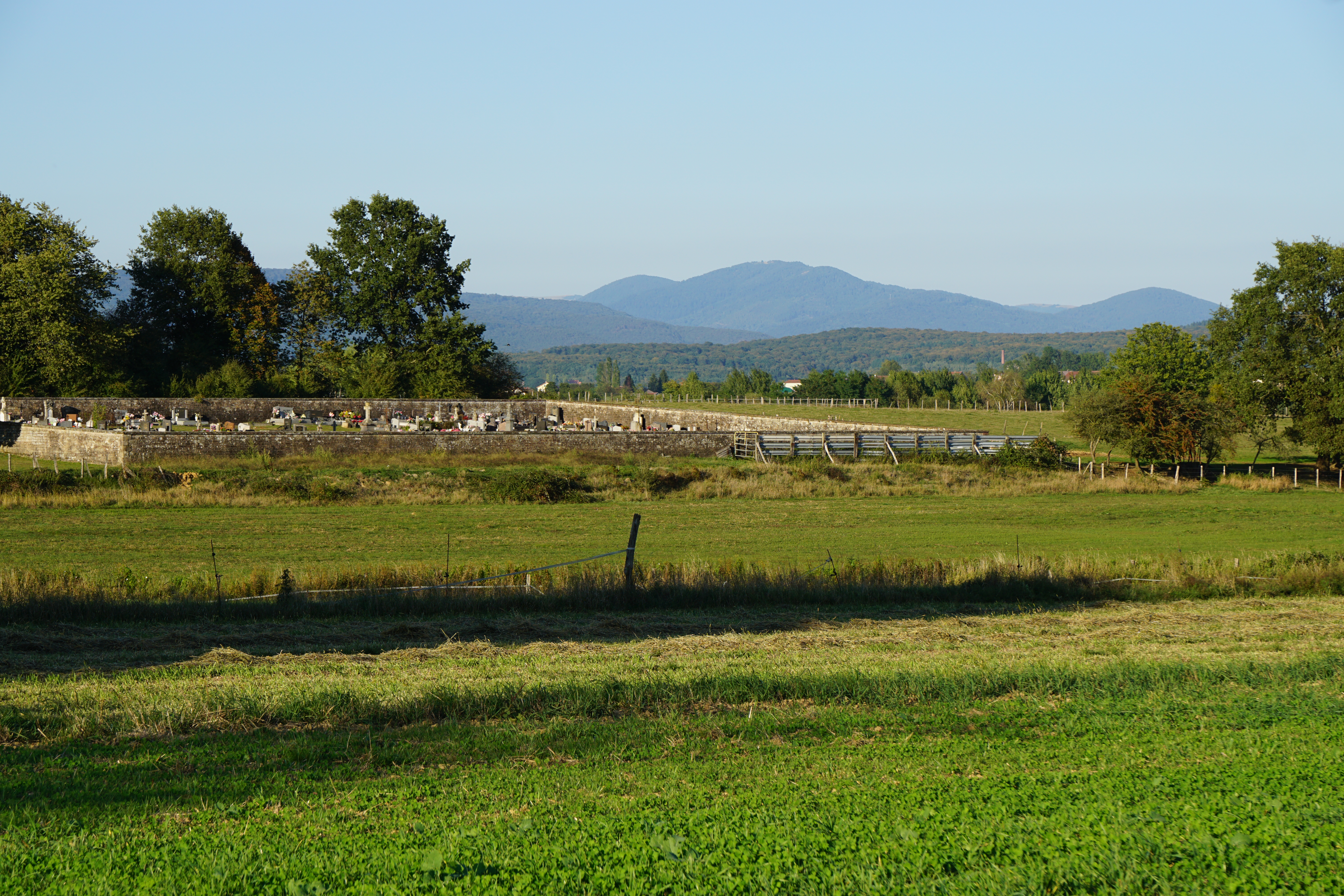
Le cimetière et les Vosges.

Le village s'est installé sur un territoire caractérisé par la présence de vastes plaines vallonnées. Il recouvre une grande butte. Il recouvre une superficie totale de 721 hectares, dont 246 boisés. L'altitude est de 300 mètres bien qu'il faille tenir compte de la dénivellation du terrain.

### Géologie
Frotey-lès-Lure est construite sur le plateau de Haute-Saône dans la dépression sous-vosgienne et s'appuie sur le versant méridional du massif des Vosges. Elle est située à la limite entre le bassin houiller keupérien de Haute-Saône et le bassin houiller sous-vosgien.

### Hydrographie
Comme dans d’autres communes de la région, de nombreux étangs y sont présents. Un affluent du Rahin, l'Ognon, s'écoule à l'ouest dans les bois.

### Climat
Pour des articles plus généraux, voir Climat de la Bourgogne-Franche-Comté et Climat de la Haute-Saône.
En 2010, le climat de la commune est de type climat de montagne, selon une étude du Centre national de la recherche scientifique s'appuyant sur une série de données couvrant la période 1971-2000. En 2020, Météo-France publie une typologie des climats de la France métropolitaine dans laquelle la commune est exposée à un climat semi-continental et est dans la région climatique  Lorraine, plateau de Langres, Morvan, caractérisée par un hiver rude (1,5 °C), des vents modérés et des brouillards fréquents en automne et hiver. 
Pour la période 1971-2000, la température annuelle moyenne est de 9,8 °C, avec une amplitude thermique annuelle de 17,1 °C. Le cumul annuel moyen de précipitations est de 1 177 mm, avec 13,2 jours de précipitations en janvier et 10,4 jours en juillet. Pour la période 1991-2020, la température moyenne annuelle observée sur la station météorologique de Météo-France la plus proche, « Étobon », sur la commune d'Étobon à 9 km à vol d'oiseau, est de 10,7 °C et le cumul annuel moyen de précipitations est de 1 272,5 mm. 
La température maximale relevée sur cette station est de 38,5 °C, atteinte le 24 juillet 2019 ; la température minimale est de −18 °C, atteinte le 1er mars 2005,,. 
Les paramètres climatiques de la commune ont été estimés pour le milieu du siècle (2041-2070) selon différents scénarios d'émission de gaz à effet de serre à partir des nouvelles projections climatiques de référence DRIAS-2020. Ils sont consultables sur un site dédié publié par Météo-France en novembre 2022.

## Urbanisme

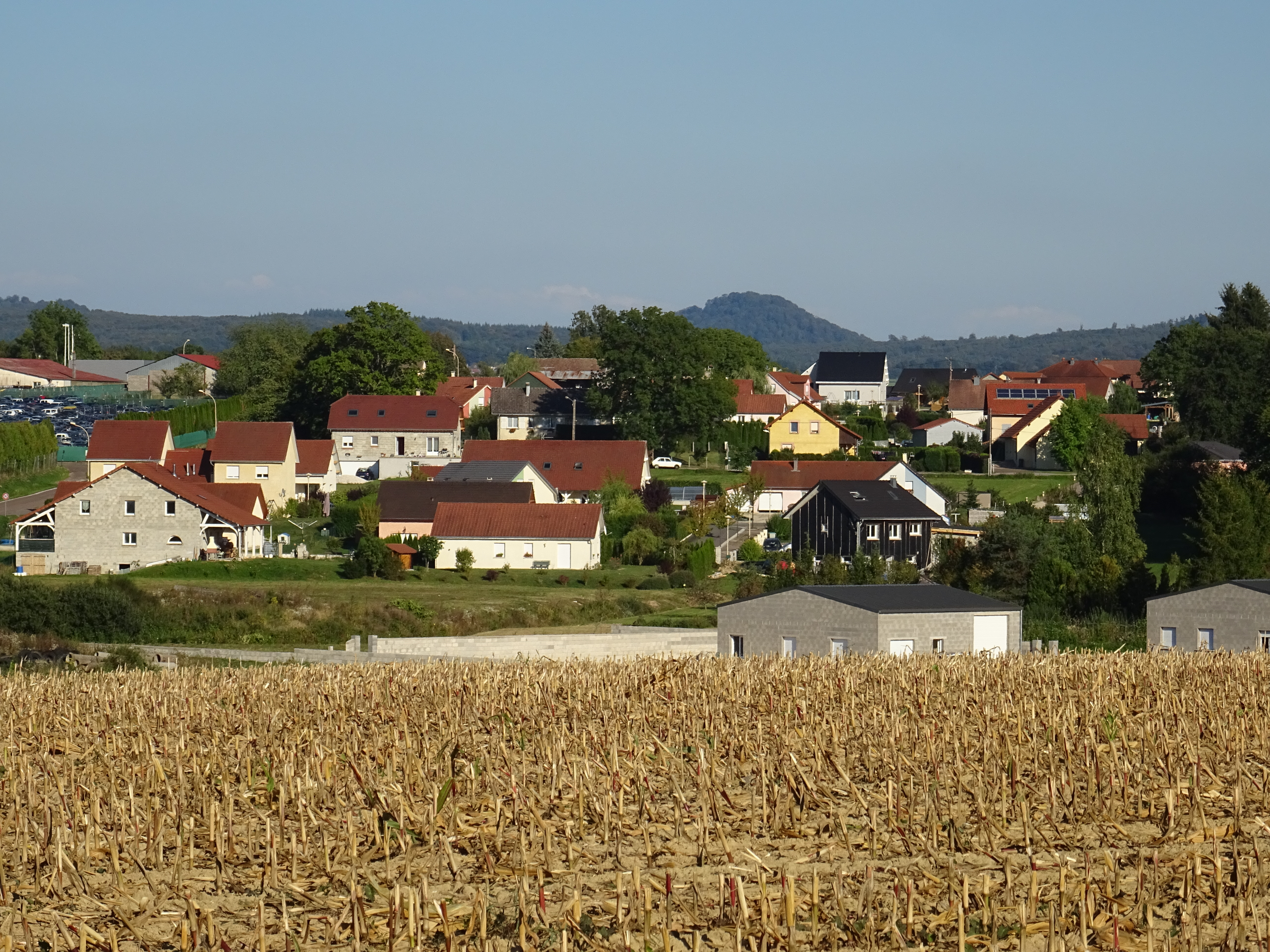
Les lotissements.

### Typologie
Au 1er janvier 2024, Frotey-lès-Lure est catégorisée bourg rural, selon la nouvelle grille communale de densité à sept niveaux définie par l'Insee en 2022.
Elle est située hors unité urbaine. Par ailleurs la commune fait partie de l'aire d'attraction de Lure, dont elle est une commune de la couronne,. Cette aire, qui regroupe 33 communes, est catégorisée dans les aires de moins de 50 000 habitants,.

### Occupation des sols
L'occupation des sols de la commune, telle qu'elle ressort de la base de données européenne d’occupation biophysique des sols Corine Land Cover (CLC), est marquée par l'importance des territoires agricoles (49 % en 2018), en diminution par rapport à 1990 (56,4 %). La répartition détaillée en 2018 est la suivante : 
forêts (39,4 %), zones agricoles hétérogènes (24,5 %), prairies (21,6 %), zones urbanisées (11,5 %), terres arables (2,9 %). L'évolution de l’occupation des sols de la commune et de ses infrastructures peut être observée sur les différentes représentations cartographiques du territoire : la carte de Cassini (XVIIIe siècle), la carte d'état-major (1820-1866) et les cartes ou photos aériennes de l'IGN pour la période actuelle (1950 à aujourd'hui).

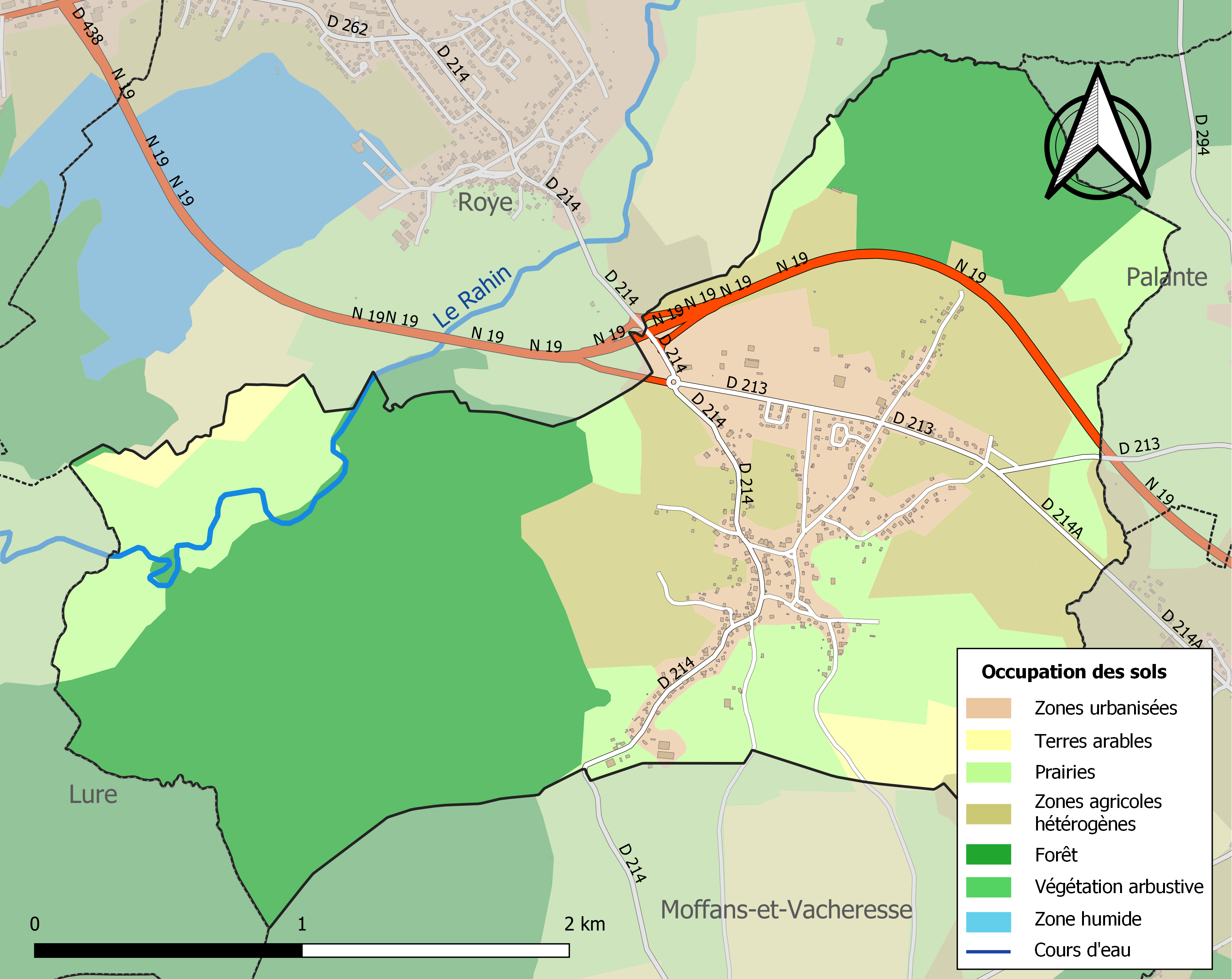
Carte des infrastructures et de l'occupation des sols de la commune en 2018 (CLC).

### Morphologie, aménagement et paysage
Le village est formé d'un centre historique autour duquel plusieurs rues et routes se dispersent en étoile et dont les constructions sont plus récentes. Au nord se trouvent la zone d'activité et deux lotissements. La commune fait partie du plan local d'urbanisme intercommunal (PLUi) de la communauté de communes du pays de Lure (CCPL), document d'urbanisme de référence pour la commune et toute l'intercommunalité approuvé le 26 juin 2018. Frotey-lès-Lure fait également partie du SCOT du pays des Vosges saônoises, un projet de territoire visant à mettre en cohérence l'ensemble des politiques sectorielles, notamment en matière d’habitat, de mobilité, d’aménagement commercial, d’environnement et de paysage.

### Voies de communication et transports

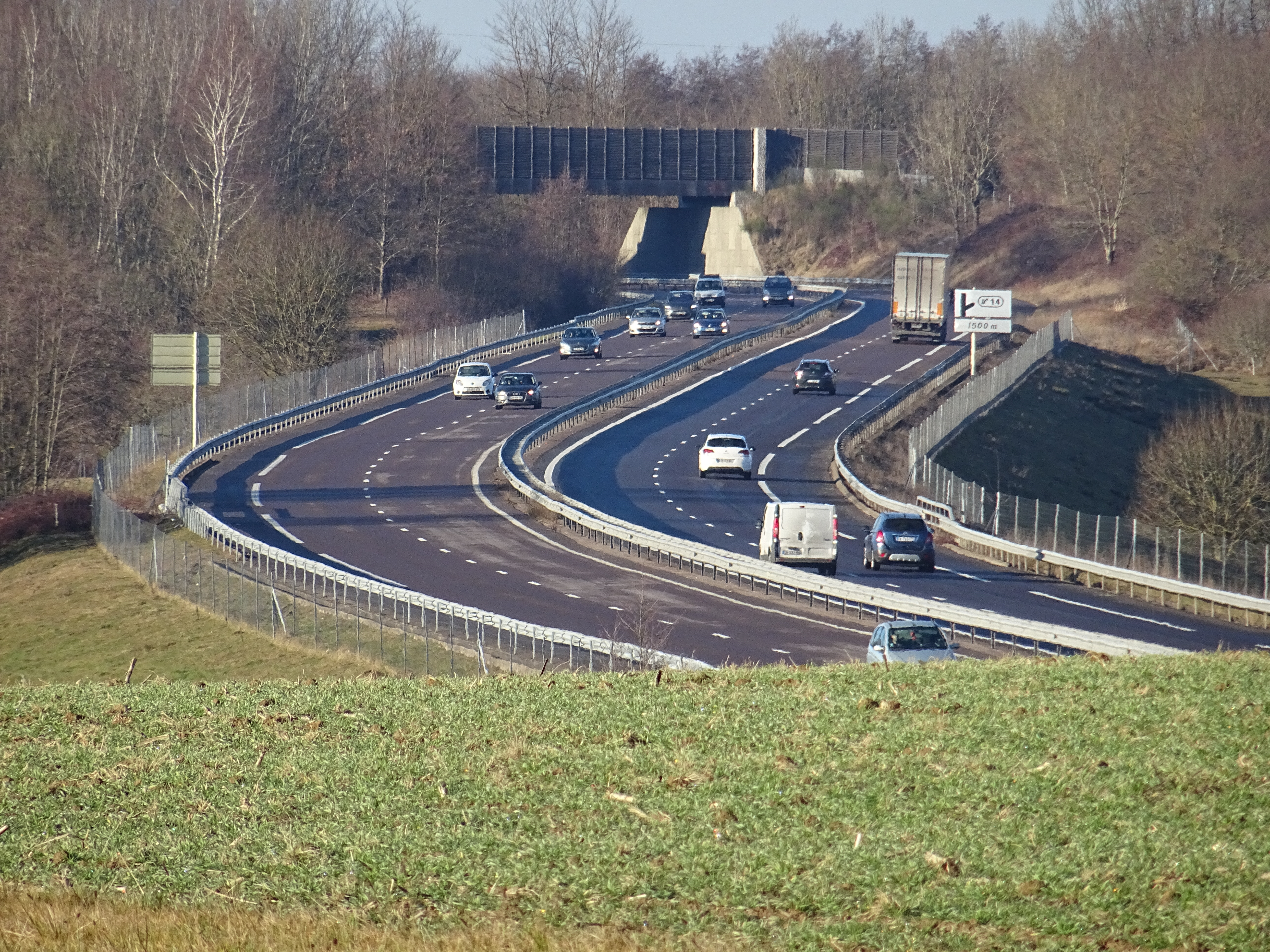
La RN 19 passant au nord de la commune.

Frotey-lès-Lure est un village rural, mais dispose d'un échangeur avec la RN 19 (double-voie expresse E54) qui établit une connexion entre Lure-Vesoul-Luxeuil et la conurbation de Belfort-Héricourt-Montbéliard, ce qui permet une offre de transport hors de la commune.

## Toponymie
La localité a changé plusieurs fois de dénomination au fil des siècles. Ainsi, le village portait le nom de Frostier en 1178, Froustier en 1295 et Frostey au XVe siècle, quoiqu'on eut parlé de Frostel dans un témoignage de 1572.
En ancien français, frost signifiait terres incultes. Le suffixe -iers du latin -arios a cédé sa place au suffixe -ey sous influences de certaines toponymies. Le mot allemand frost, qui signifie gelé, n'a aucun rapport avec le toponymie.
Il existe aussi Frotey-lès-Vesoul.

## Histoire

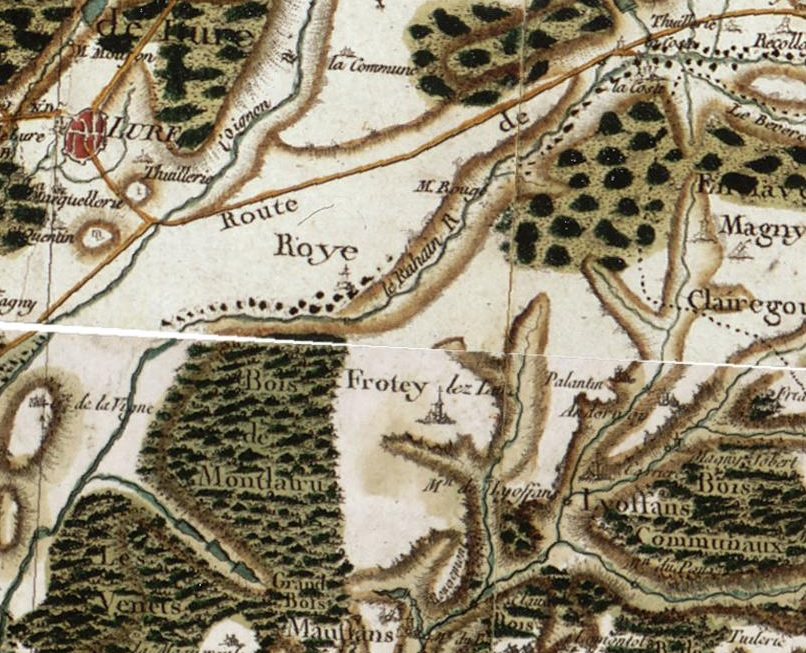
Frotey et ses environs sur la carte de Cassini.

Un pacte entre l’abbaye de Lure et un seigneur fait mention de la bourgade en 1294. Frotey-lès-Lure trouve son origine au temps des grands défrichements mais bien avant le XIIe siècle), où l’on trouve des traces écrites de l’existence de Frotey, un habitat gallo-romain s’était installé sur une éminence en bordure de la plaine du Rahin. En 1989, des fouilles entreprises à cet endroit par la Société d’Histoire et d’Archéologie locale ont permis de découvrir un puits en panneaux de chêne datant du IIe siècle) ainsi qu’un trésor monétaire renfermant un sesterce. Mais une hache en aphanite ayant été découverte également en ce lieu-dit le Creux de l’Enfer, il est possible que cette villa gallo-romaine ait remplacé un antique atelier de façonnage d’outils datant du Néolithique.
Dédiée à saint Laurent, l’église n’était au XIIIe qu’une modeste chapelle. Des travaux d’agrandissement ont été réalisés au cours du XVIIIe siècle), la nef unique à trois travées plafonnées se termine à hauteur des autels latéraux. Une petite statue en bois classée orne le chœur de l’église ; elle représente saint Laurent qui porte un gril, symbole de son martyre par le feu.
Le clocher comtois est carré à toit bulbeux typique de la Franche-Comté.
En 1842, une tuilerie travaille avec de la marne locale.
Un lavoir fontaine au centre du village, dont les plans sont dus à l’architecte Colard, (auteur également des plans de la mairie) a été rénové en 1881 puis modifié au cours du XXe siècle).
Vers 1910, un sondage est creusé sur le territoire communal, à proximité de l'étang Neuf, pour rechercher une continuité au bassin houiller stéphanien sous-vosgien qui est exploité par les houillères de Ronchamp, notamment au puits Arthur-de-Buyer, situé à moins de 5 km du centre du village. Le gisement et repéré à Lomont ainsi qu'à Saint-Germain avec des couches de bonne qualité. Mais le sondage de Frotey est abandonné à 1 195,89 mètres de profondeur ; juste avant le terrain houiller, dans le terrain permien, riche en grès et en argile.
Frotey-lès-Lure participe, comme de nombreux villages de la communauté de communes du Pays de Lure, au fleurissement de son village qui compte « 3 fleurs » actuellement.

## Politique et administration

### Rattachements administratifs et électoraux
Frotey-lès-Lure fait partie de l'arrondissement de Lure du département de la Haute-Saône, en région Bourgogne-Franche-Comté.
La commune était historiquement rattachée depuis la Révolution française au canton de Lure. Celui-ci a été scindé en 1985 et la commune rattachée au canton de Lure-Sud. Dans le cadre du redécoupage cantonal de 2014 en France, la commune fait désormais partie du Canton de Lure-2.

### Intercommunalité

Carte départementale représentant en rouge la communauté de communes du pays de Lure.

La commune est membre de la communauté de communes du pays de Lure, créée au 1er janvier 1999.

### Liste des maires
| Période                                  | Période                   | Identité          | Étiquette | Qualité |
| ---------------------------------------- | ------------------------- | ----------------- | --------- | --- |
| Les données manquantes sont à compléter. |                           |                   |           | |

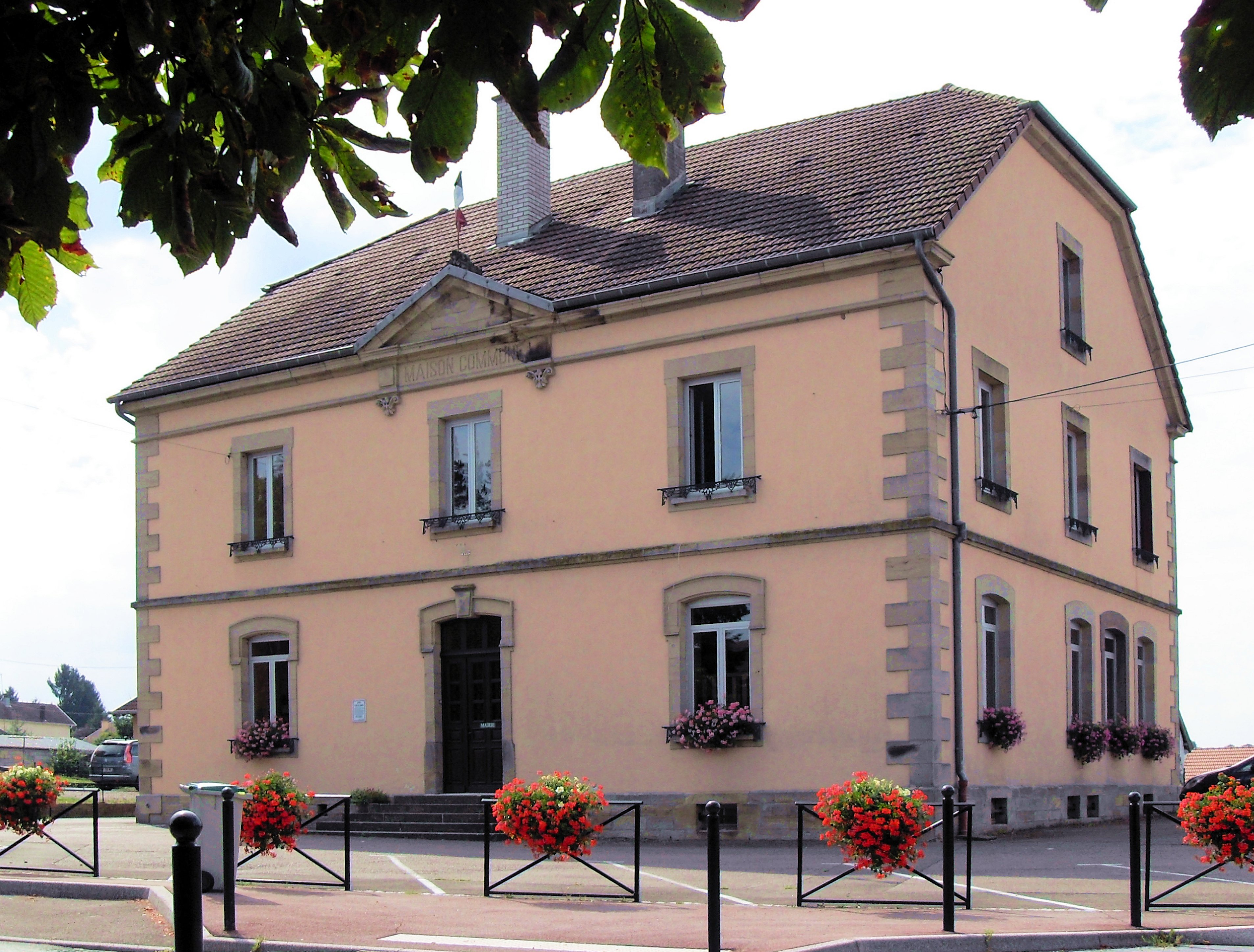
La mairie de Frotey-lès-Lure.

| mars 1989                                | mai 2020                  | Robert Morlot     | DVG       | Chef d'atelier retraité chez PSA Président de la CC du Pays de Lure (2014 → 2020) Conseiller général de Lure-Sud (1994 → 2015) Conseiller départemental de Lure-2 (2015 → 2021) Président délégué du SDIS - 70 (2011 → 2021) |
| mai 2020                                 | En cours (au 3 juin 2020) | Christian Laroche |           | |

## Population et société

### Démographie
En 2022, la commune de Frotey-lès-Lure comptait 692 habitants. À partir du XXIe siècle, les recensements réels des communes de moins de 10 000 habitants ont lieu tous les cinq ans. Les autres « recensements » sont des estimations.
| 1793 | 1800 | 1806 | 1821 | 1831 | 1836 | 1841 | 1846 | 1851 |
| ---- | ---- | ---- | ---- | ---- | ---- | ---- | ---- | ---- |
| 370  | 463  | 557  | 456  | 500  | 533  | 548  | 557  | 550  |

| 1856 | 1861 | 1866 | 1872 | 1876 | 1881 | 1886 | 1891 | 1896 |
| ---- | ---- | ---- | ---- | ---- | ---- | ---- | ---- | ---- |
| 507  | 476  | 468  | 385  | 448  | 403  | 392  | 366  | 325  |

| 1901 | 1906 | 1911 | 1921 | 1926 | 1931 | 1936 | 1946 | 1954 |
| ---- | ---- | ---- | ---- | ---- | ---- | ---- | ---- | ---- |
| 343  | 336  | 334  | 284  | 301  | 309  | 293  | 244  | 302  |

| 1962 | 1968 | 1975 | 1982 | 1990 | 1999 | 2006 | 2008 | 2013 |
| ---- | ---- | ---- | ---- | ---- | ---- | ---- | ---- | ---- |
| 361  | 413  | 433  | 464  | 504  | 502  | 591  | 622  | 688  |

| 2018 | 2022 | - | - | - | - | - | - | - |
| ---- | ---- | - | - | - | - | - | - | - |
| 687  | 692  | - | - | - | - | - | - | - |

### Enseignement
De manière générale, Frotey-lès-Lure dépend de l'académie de Besançon, l'enseignement primaire est assuré par le pôle éducatif, du Pré au Cœur implanté dans la commune voisine de Moffans-et-Vacheresse,.
Pour les niveaux de scolarisation des collégiens et des lycéens, le lycée G.-Colomb de Lure est l'établissement privilégié.

### Santé
Il n'existe aucune infrastructure de santé ou de médecins au sein du village (mais des infirmières y sont présentes, route de Moffans, Mme Doucet et Mme Richard), ni dans les communes limitrophes. L'hôpital le plus proche étant celui de Lure de plus en plus désinvestis par les services publics au profit de celui de Vesoul, il n'est pas exclu qu'à moyen terme, Frotey-lès-Lure se trouve dans un désert médical, contraignant à la fréquentation de l'hôpital Nord Franche-Comté situé à Trévenans, dans le sud du Territoire de Belfort (département voisin),.

### Services

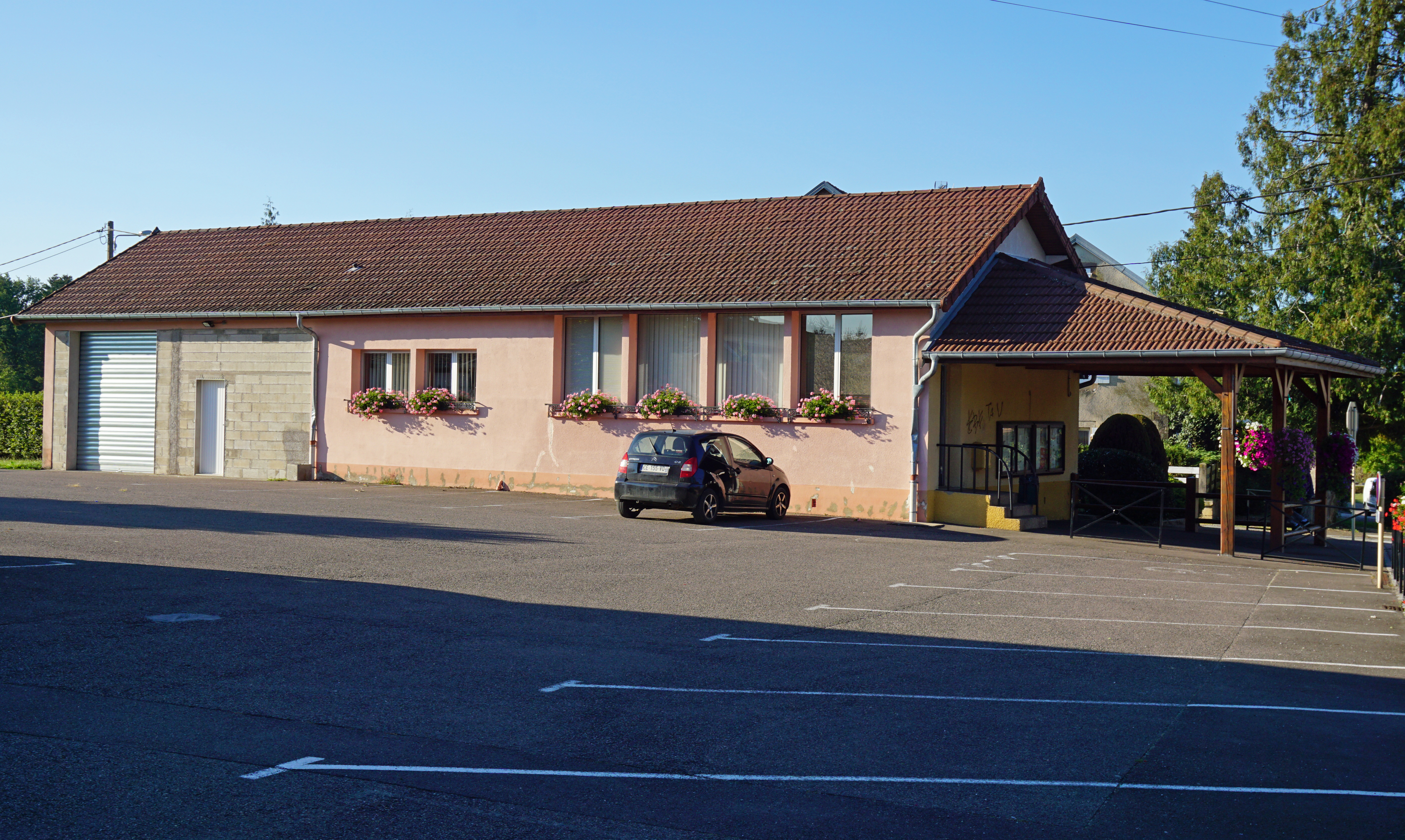
Salle polyvalente et ateliers municipaux.

Hormis les services assurés par la mairie, la commune n'a aucun service public sur son territoire. L'ensemble des services publics sont disponibles à Lure, qui concentre le Pôle emploi, EDF, les impôts, la justice ou la bibliothèque, médiathèque et espace culturels.
Néanmoins des petits artisans contribues à la vie du village, avec par exemple la boulangerie au centre du village.

### Instances administratives et judiciaires
La commune de Frotey-lès-Lure dépend du tribunal de grande instance de Vesoul, du tribunal d'instance de Lure, du tribunal de commerce de Vesoul, du tribunal paritaire des baux ruraux de Lure, du tribunal des affaires de Sécurité sociale du Territoire de Belfort, du conseil de prud'hommes de Lure et de la cour d'assises de Vesoul. De plus, le village est dépendant du tribunal administratif et de la cour d'appel de Besançon ainsi que de la cour administrative d'appel de Nancy,.

### Sport

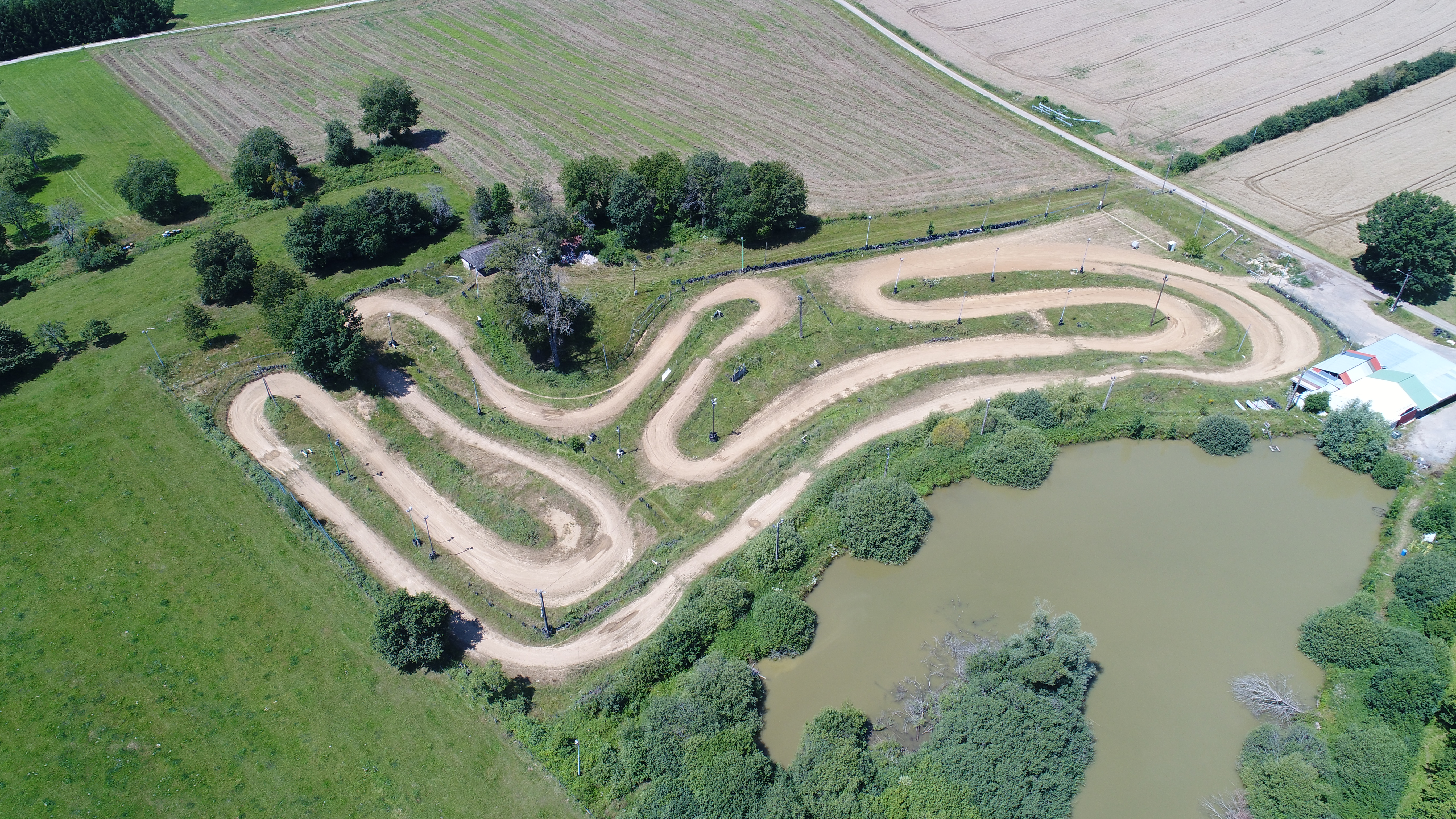
Le terrain de moto-cross.

#### Divers
Le village dispose d'une air de pétanque et d'un terrain de moto-cross.

#### Club de Football du FCFM
Frotey-lès-Lure c'est aussi son club de football, créée en 1981 par M. Dominique Debarle et Gérard Vanier. Une fusion naît en 2000 avec le club voisin de Moffans. Nouveau statut, nouveau nom, le club prend la dénomination de Football Club Frotey / Moffans, ses couleurs sont le vert et le noir. En 2009 le club obtient la labellisation de son école de football et compte plus de 150 licenciés. Création d'une équipe féminine senior en 2012. Le club organise deux événements pour assurer ses frais de fonctionnement ; une soirée dansante en hiver et la fête de l'omelette début juillet.

### Cultes

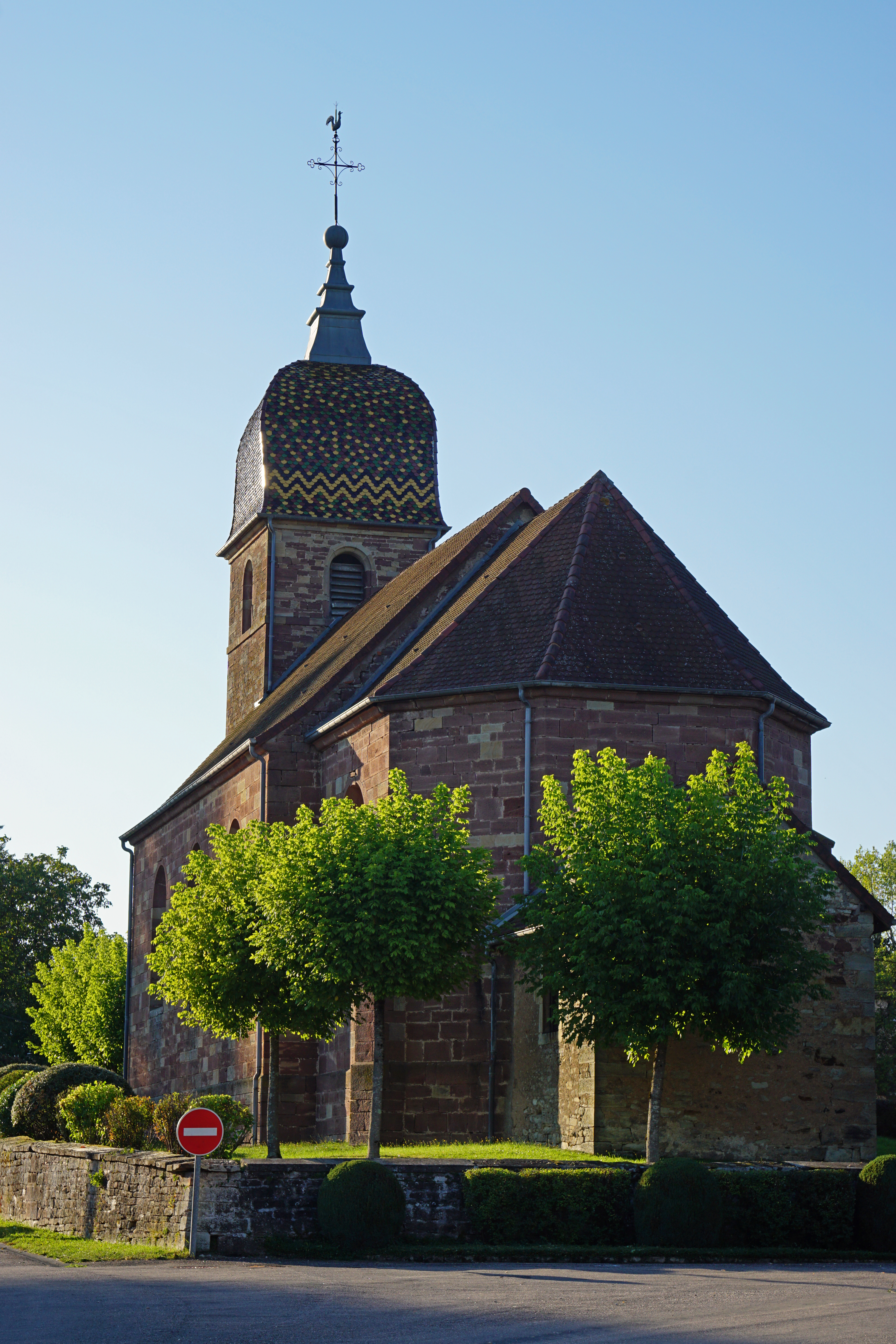
Vue arrière de l'église Saint-Laurent.

Frotey-lès-Lure est rattachée à l'unité pastorale d'Athesans-Moffans, faisant partie du doyenné de Lure, qui dépend de l'archidiocèse de Besançon.
Le village dispose d'une église catholique consacrée à saint Laurent.

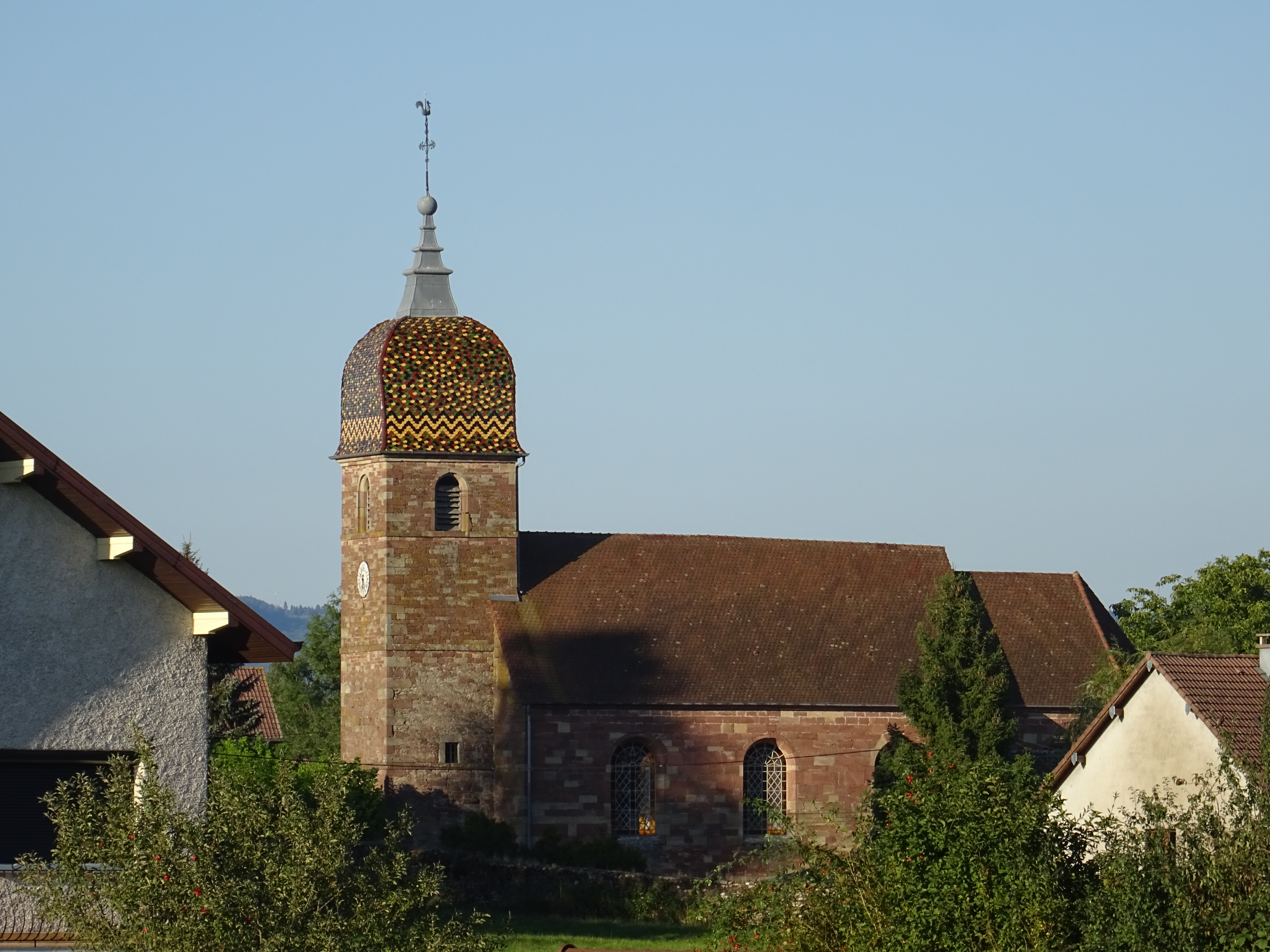
Vue éloignée.
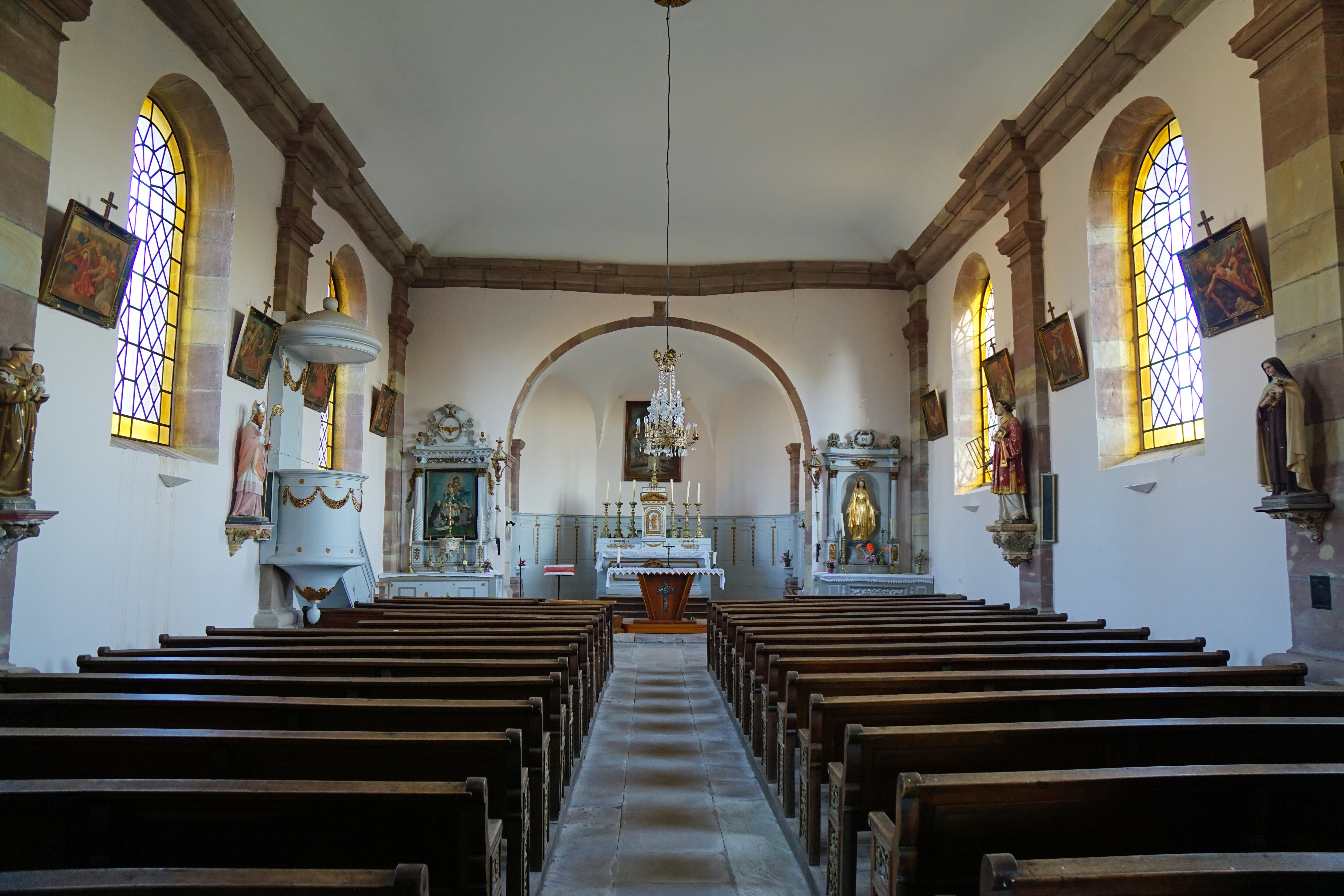
L'intérieur.
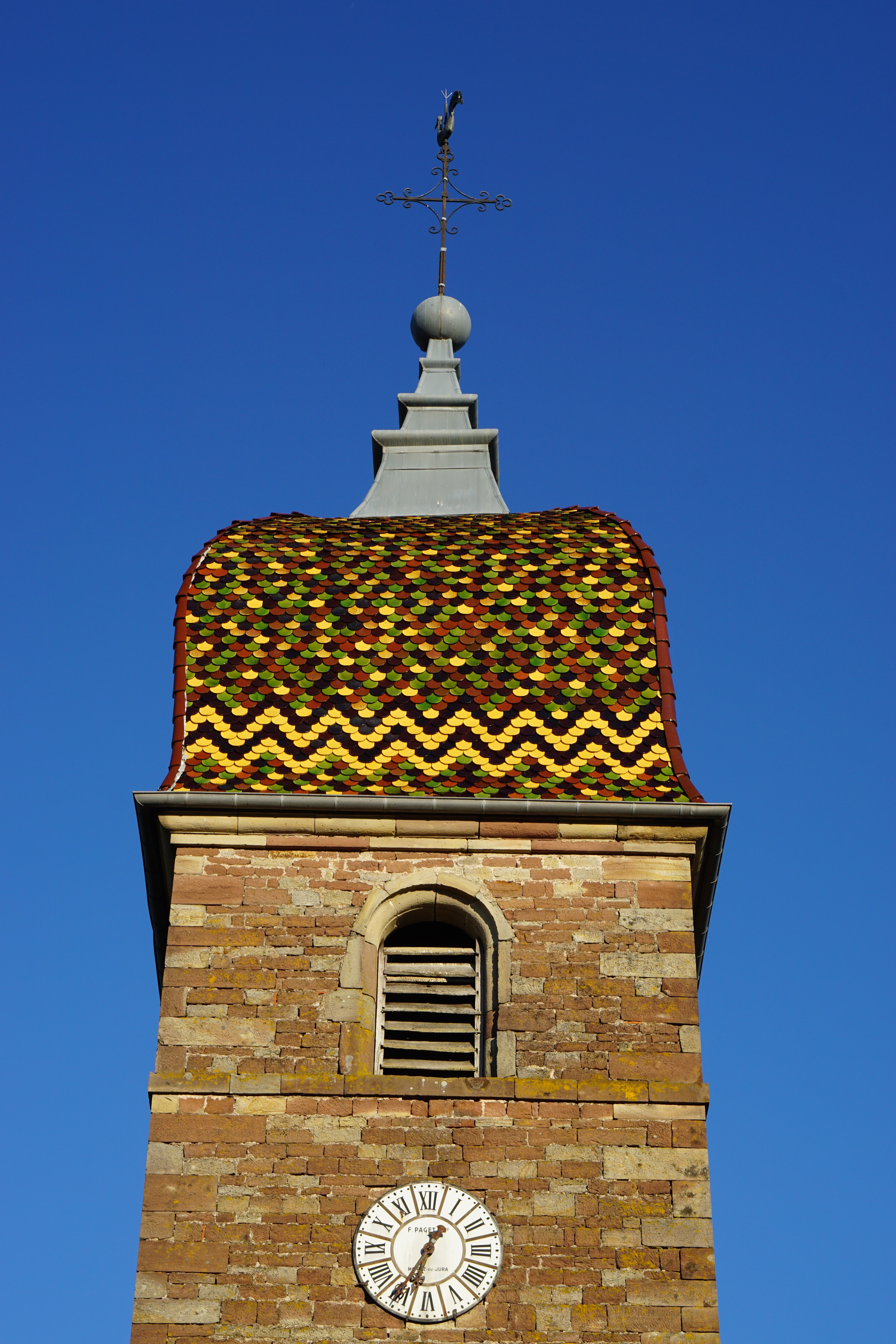
Le clocher.
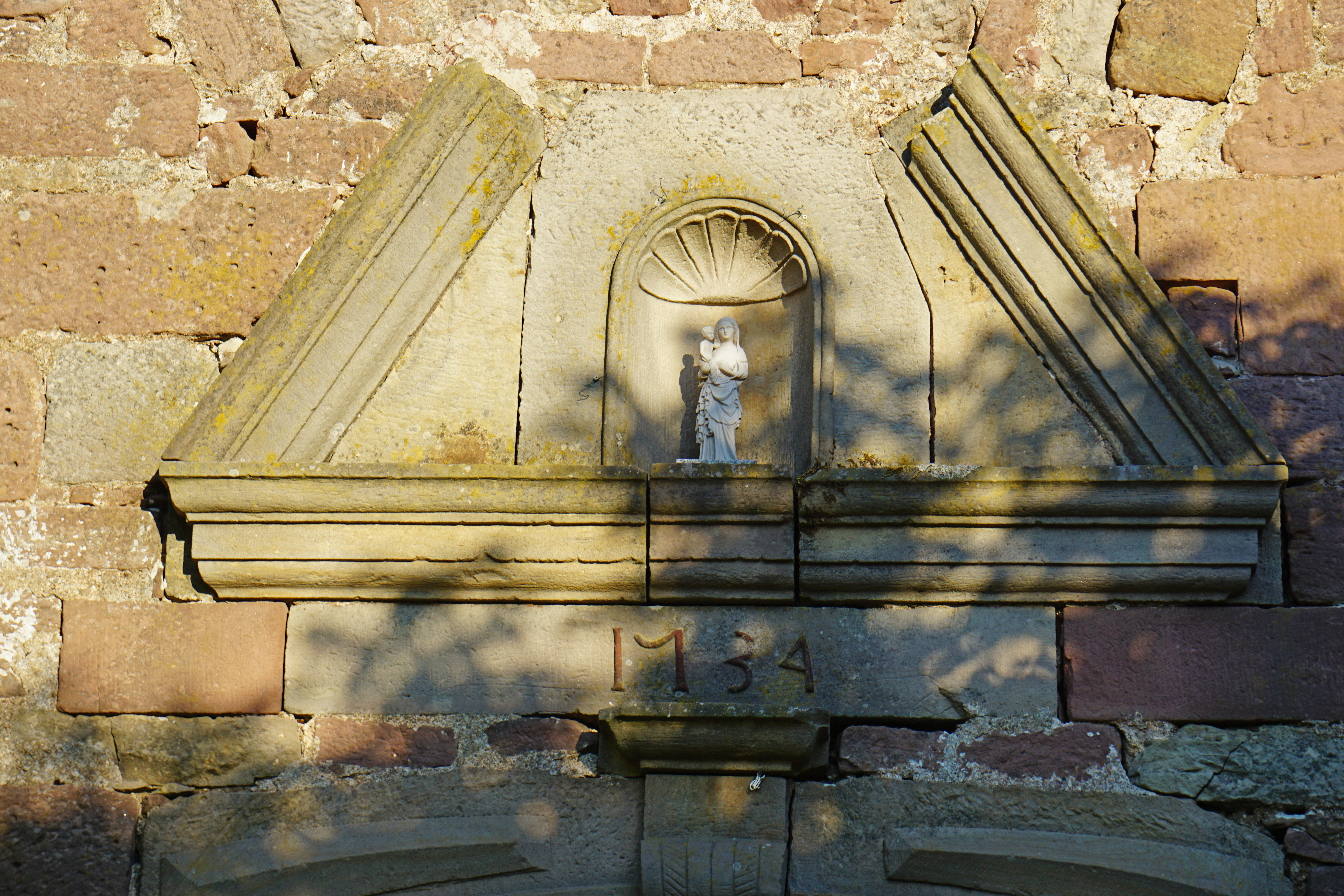
Linteau.

## Économie
L'élevage, la culture et une fromagerie font partie de l'économie communale. De nombreux habitants travaillent à Lure ou dans la région de Belfort-Montbéliard grâce à la double-voie expresse E 54. La commune est le siège des entreprises SAS Transports Philippe et Anthony Ballet (transport routier), SA Dépannage 70 (dépannage et casse automobile Jacquot),. Une zone d'activité de 9 hectares est implantée au lieu-dit « Creux de l'Enfer » entre l'échangeur et la casse-auto.

Les locaux des transports Ballet.
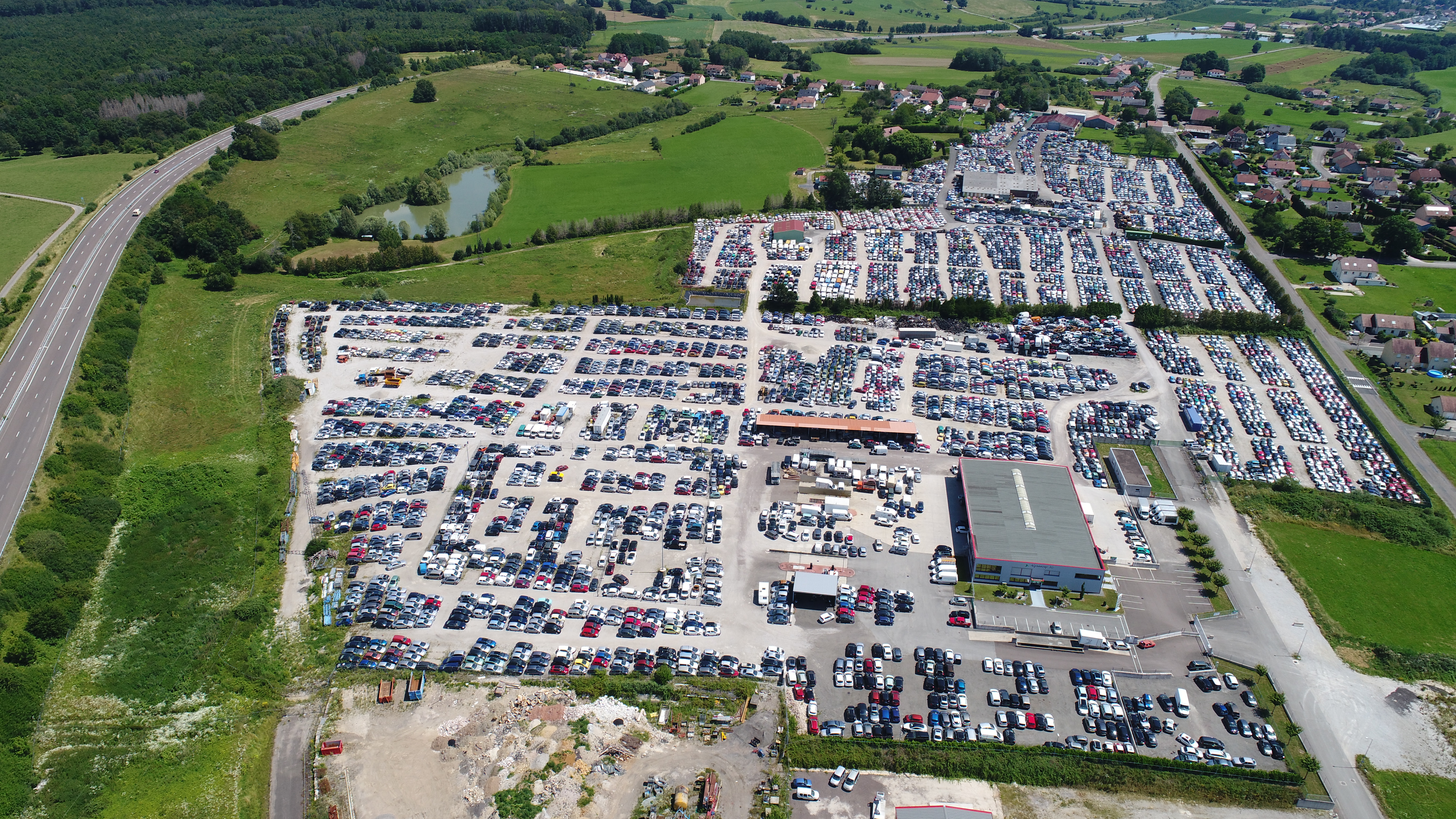
La casse auto Jacquot.
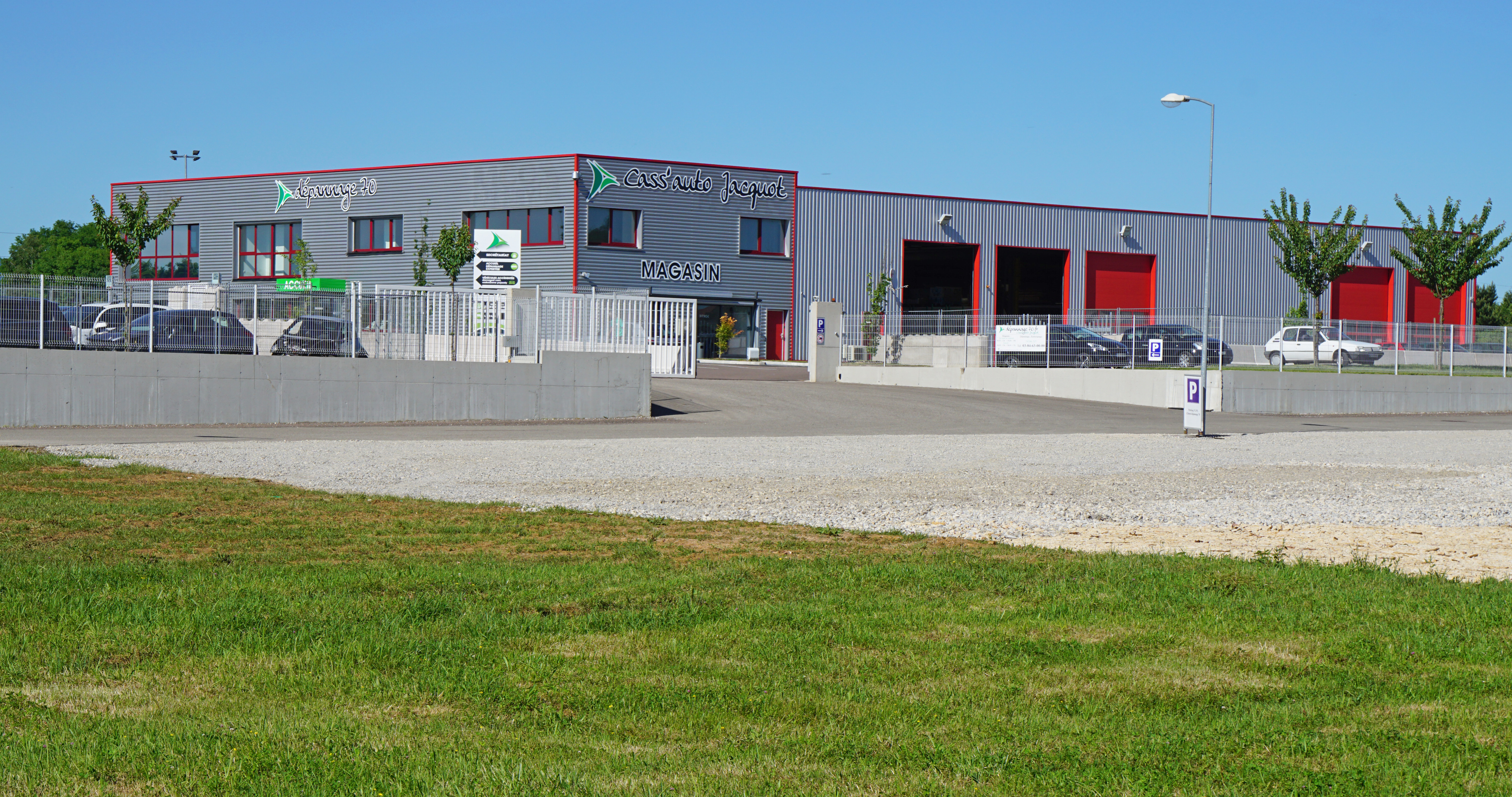
Les bureaux-magasin de la casse et de Dépannage 70.

## Culture et patrimoine

### Lieux et monuments
- L'église Saint-Laurent ;

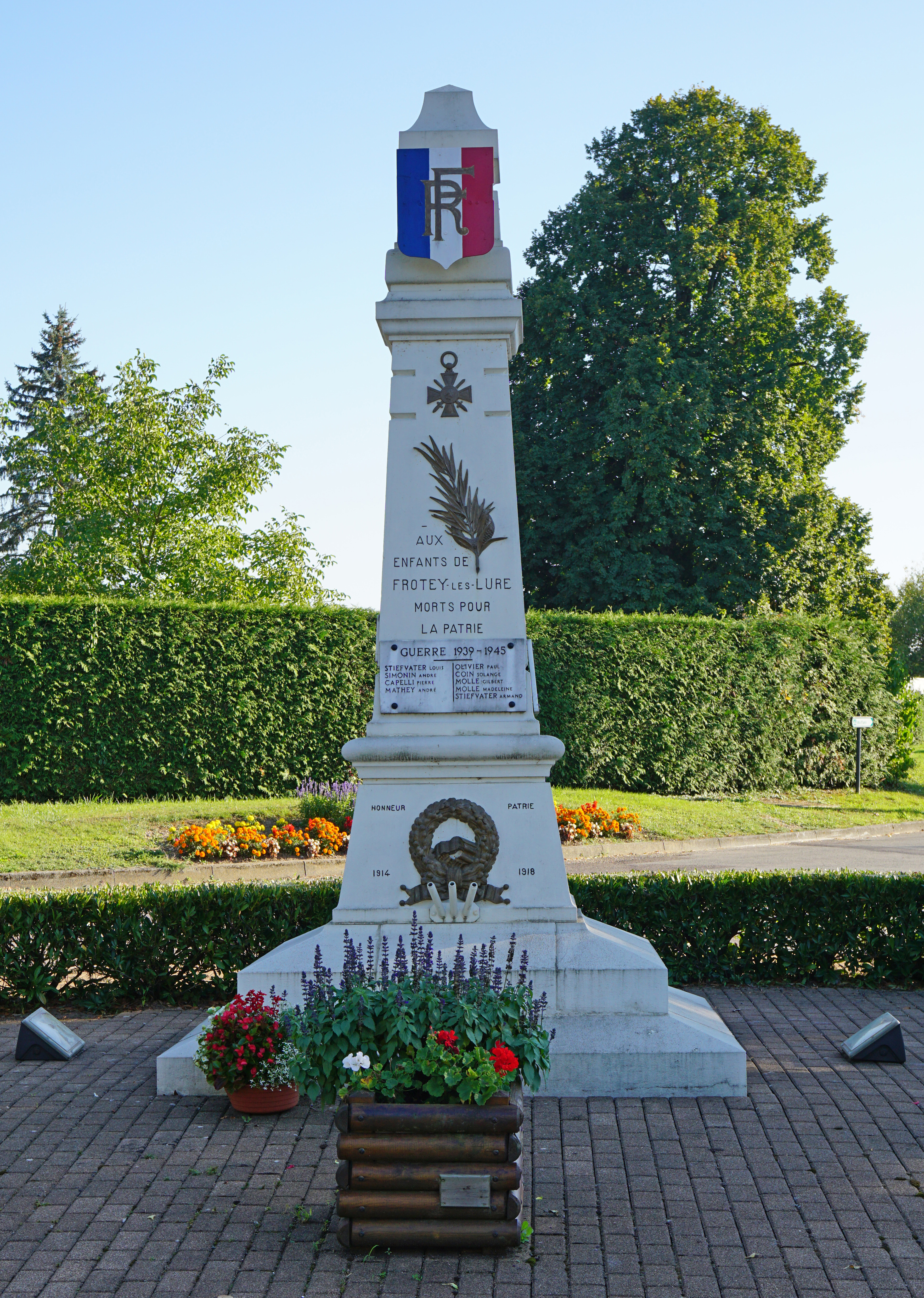
Le monument aux morts.

- la statue de la Vierge et les calvaires ;
- le monument aux morts ;
- les espaces verts ;
- les fontaines ;
- le château (manoir).
- l'ancienne gare des chemins de fer vicinaux de la Haute-Saône.

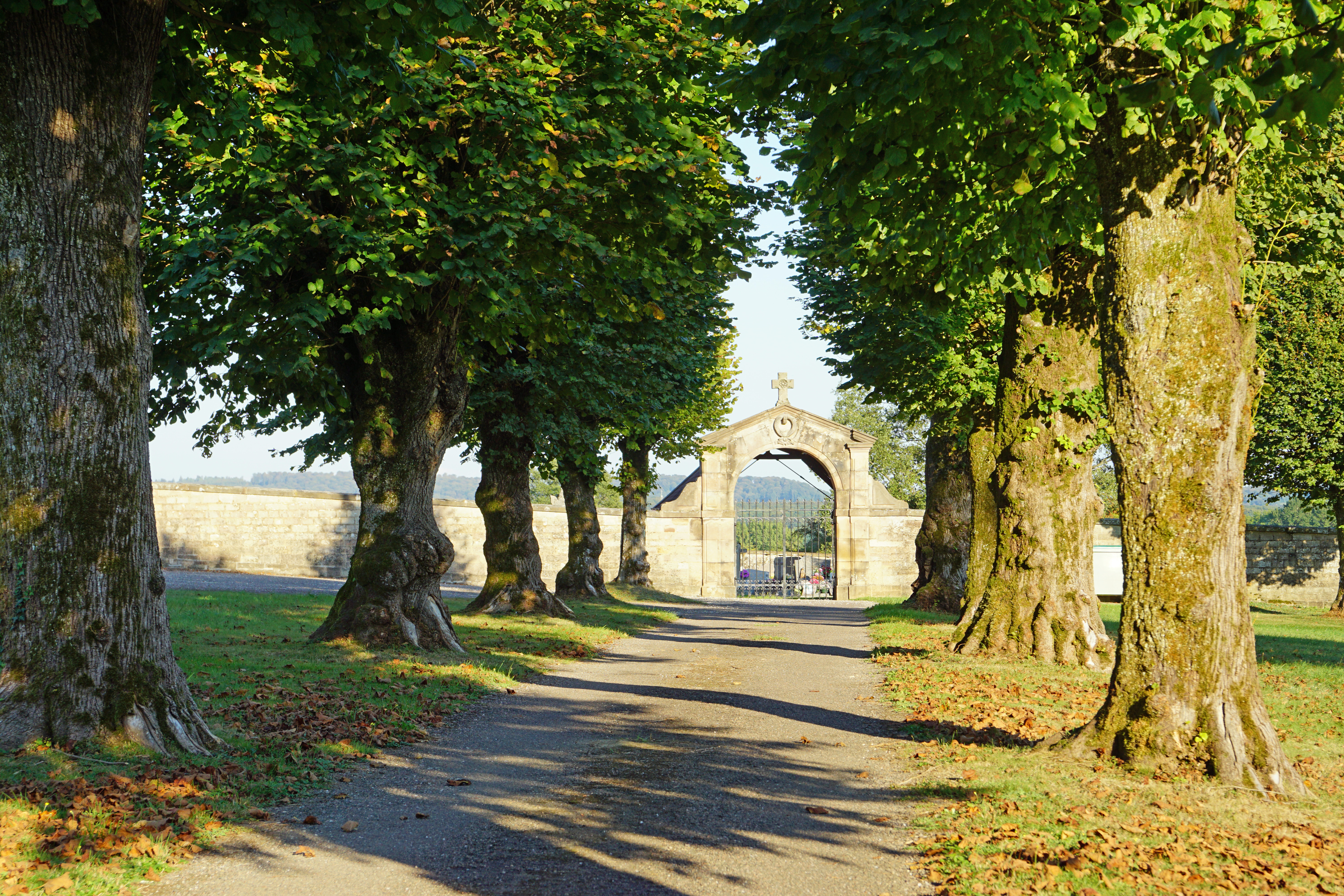
L'allée du cimetière.
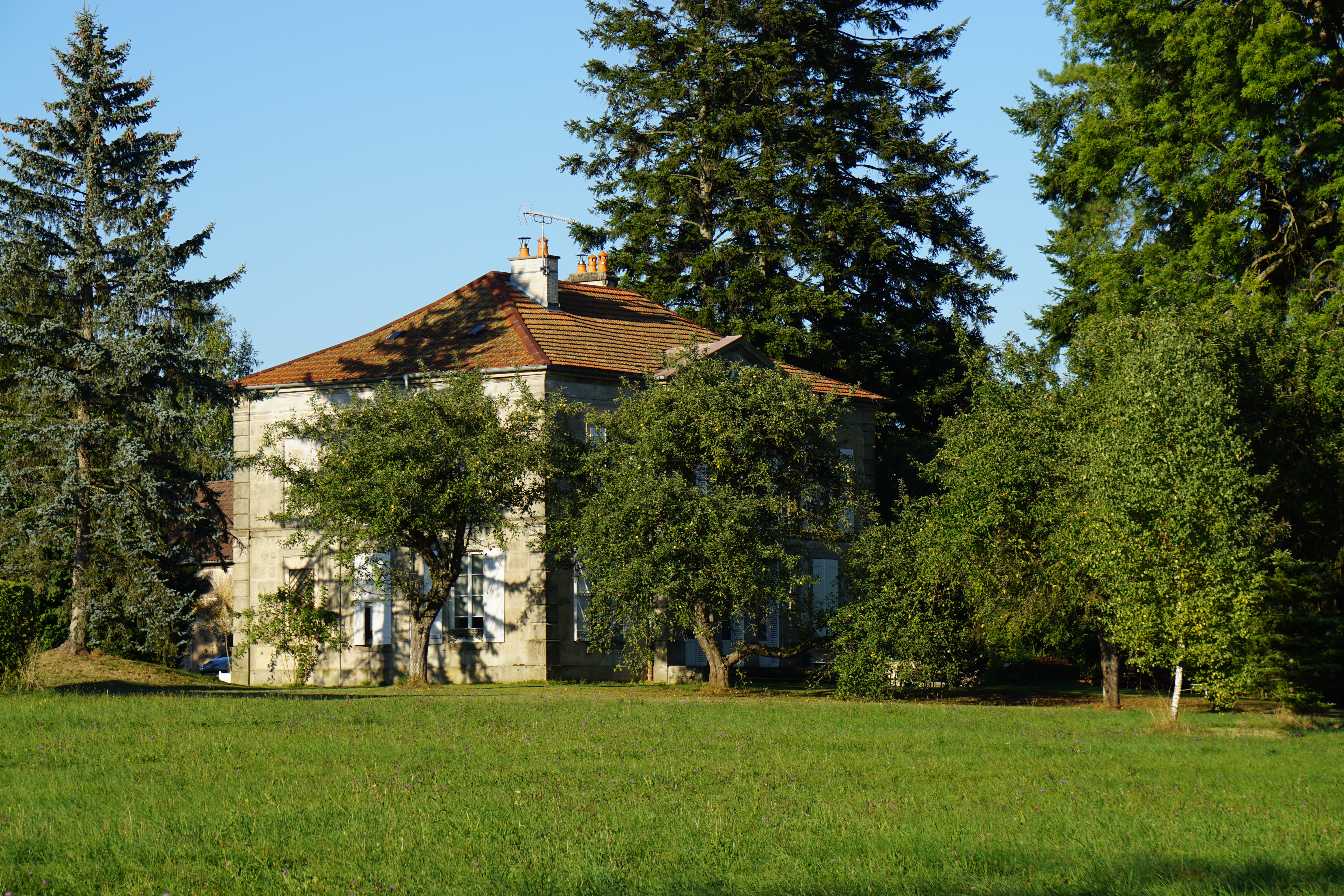
Le château.
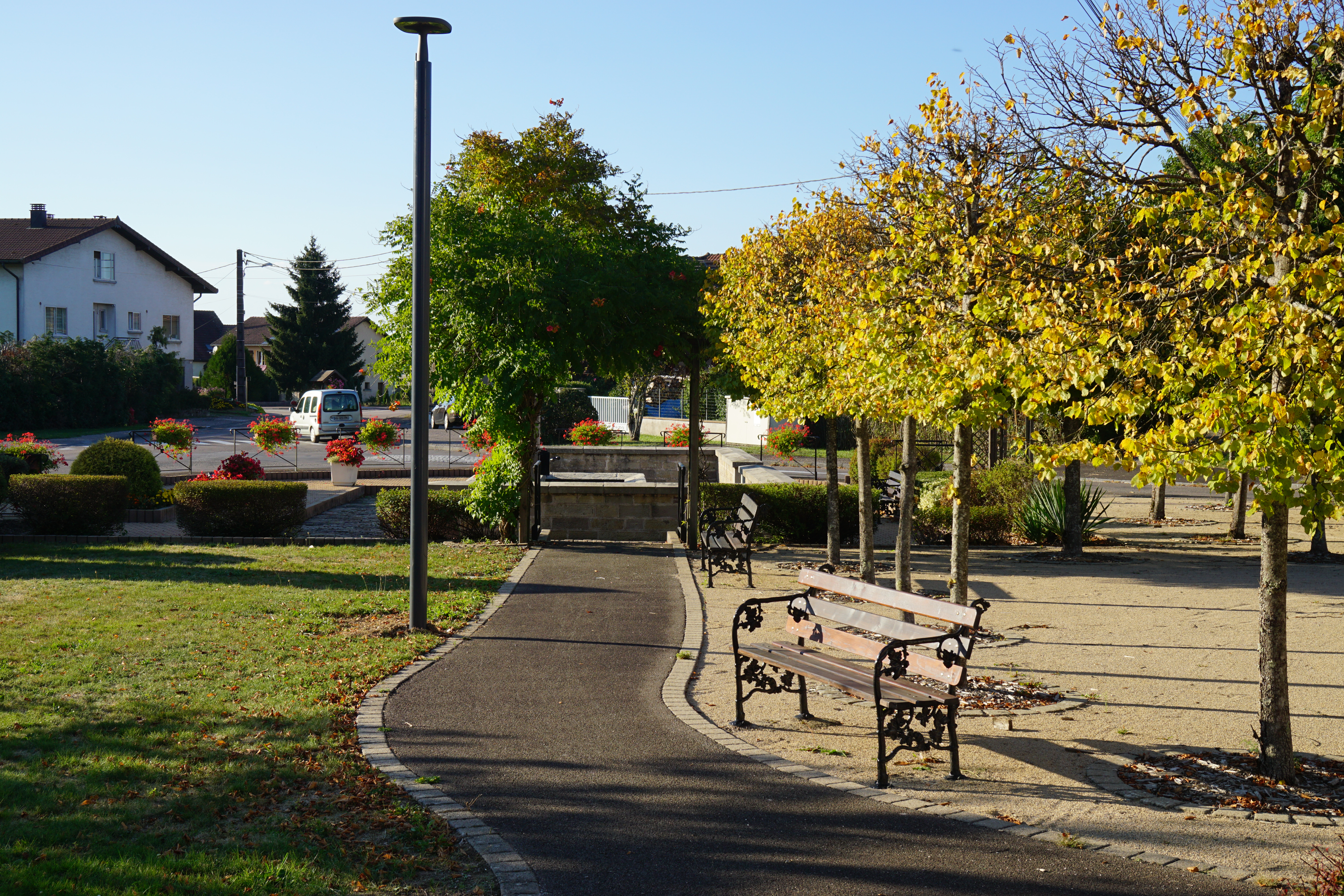
Un square.
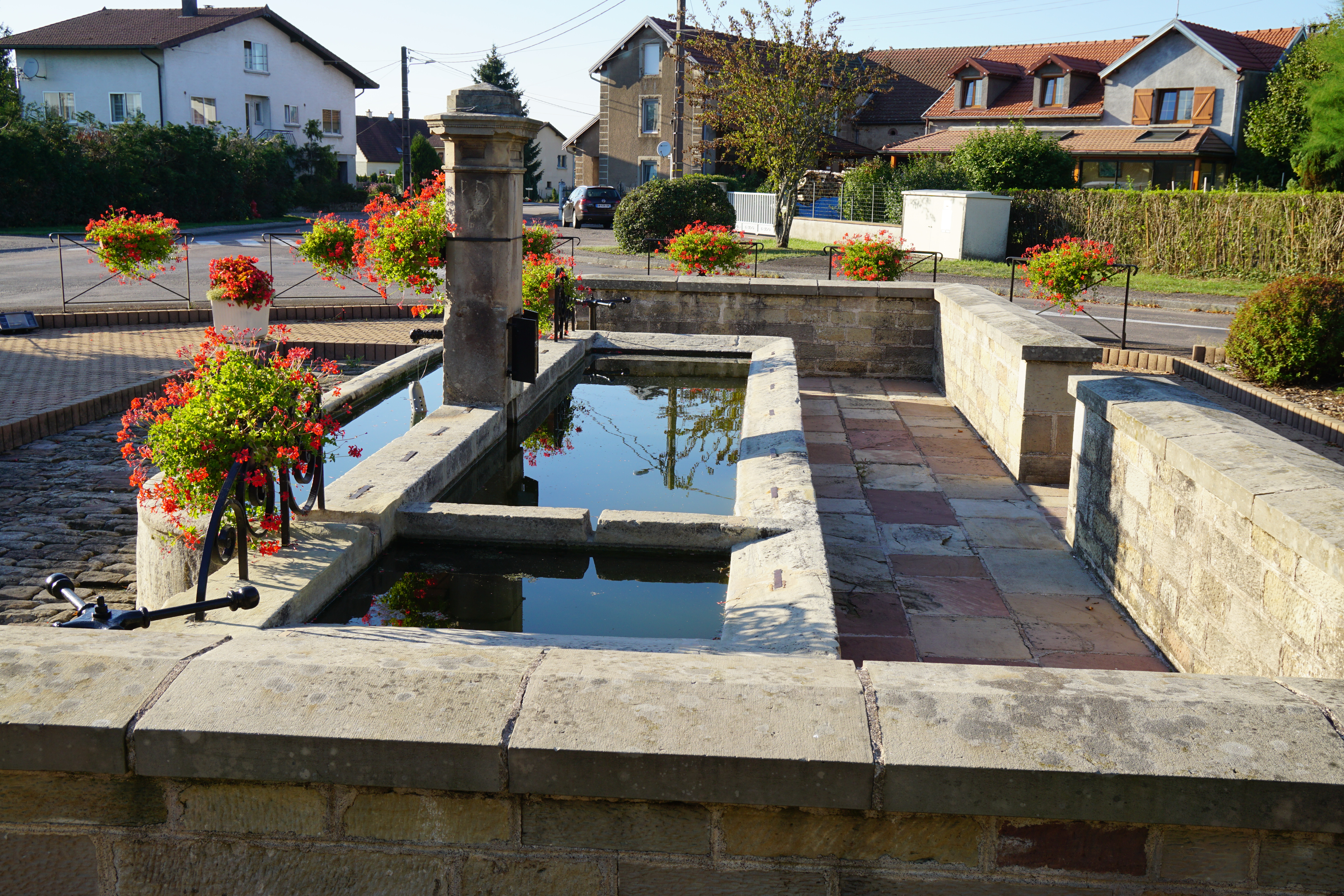
La principale fontaine du centre.
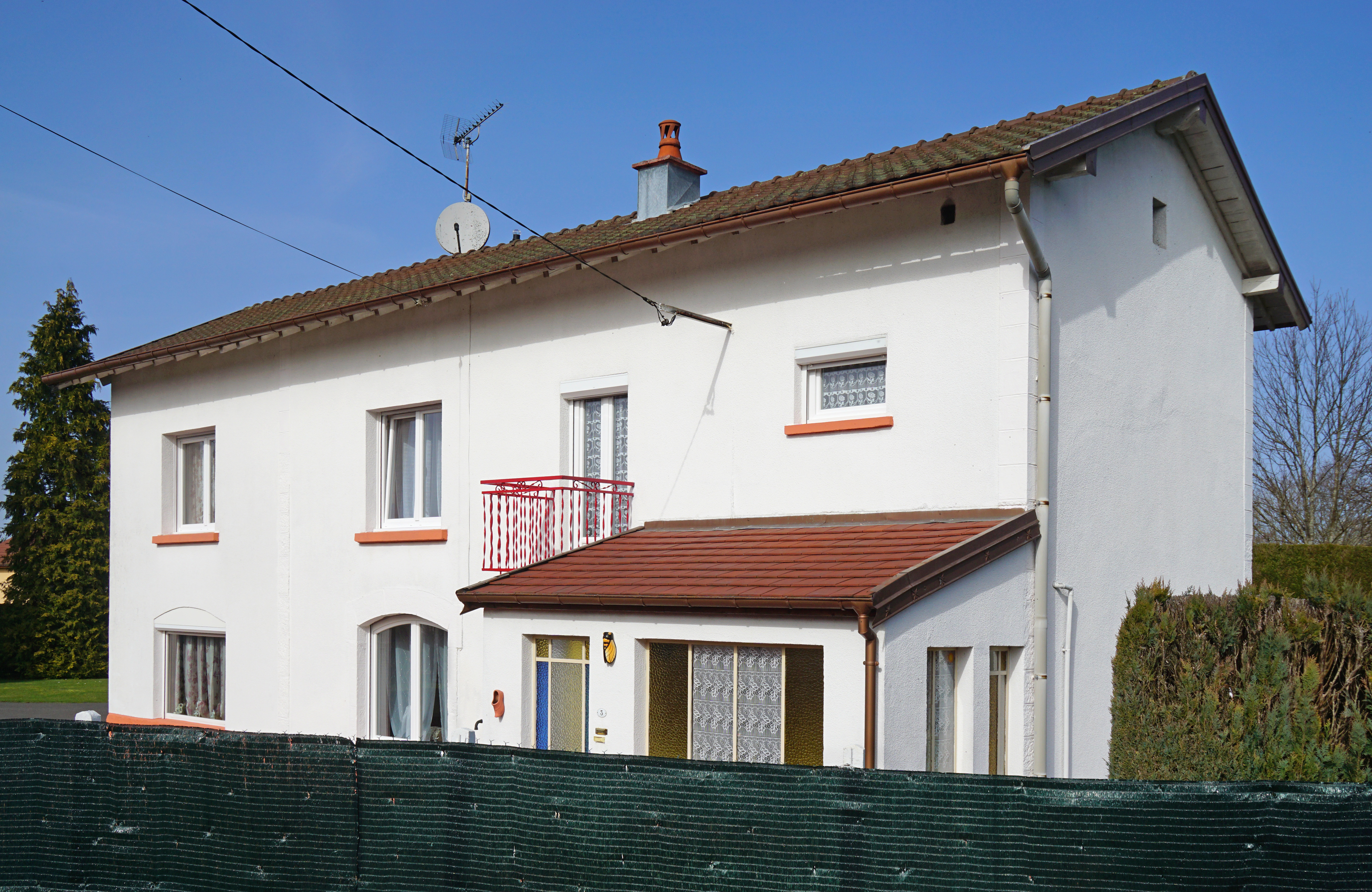
L'ancienne gare.

### Manifestations culturelles et festivités
Le 205 Africa Raid est un raid sportif organisé par les propriétaires de la casse-auto du village pour les Peugeot 205 depuis 2004. Il a eu lieu en Tunisie entre 2008 et 2010, en Corse en 2014 et au Maroc de 2011 à 2013 et en 2015 et 2016, en octobre pendant les vacances de la Toussaint.
Ce raid est ouvert à tous les modèles essence et diesel de Peugeot 205 à l'exclusion des modèles GTI, Rallye et Turbo 16.

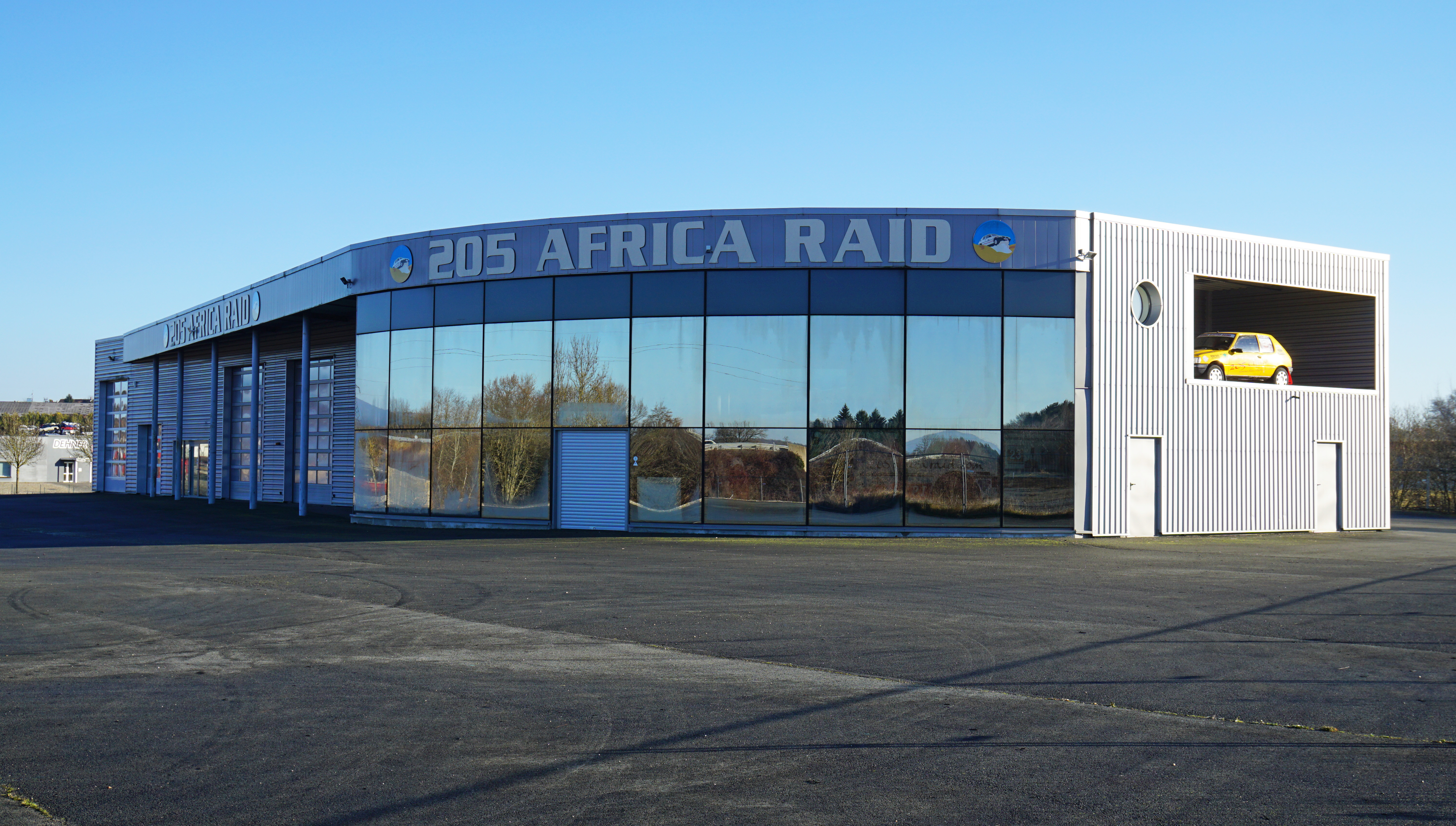
Le garage du 205 Africa Raid.
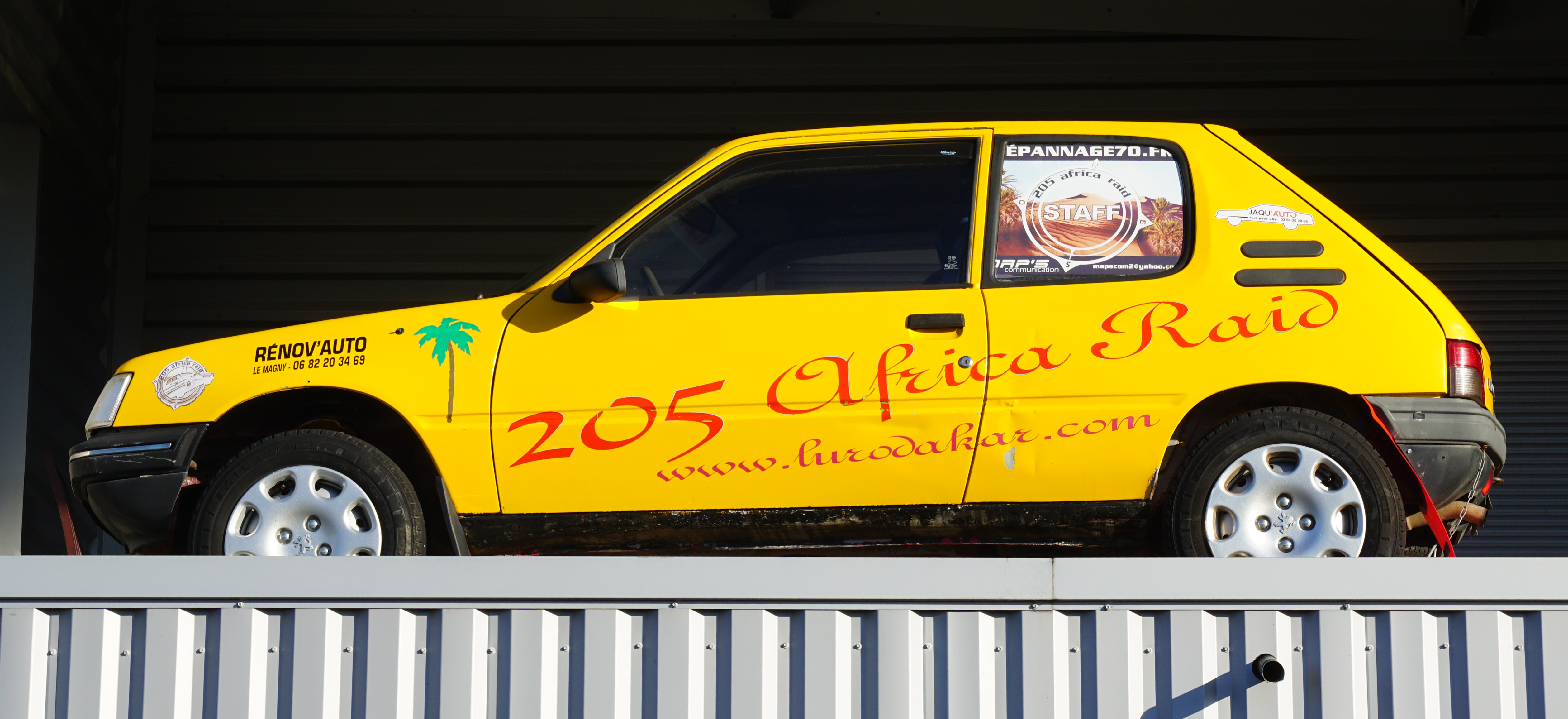
L'une des Peugeot 205 en exposition.

### Héraldique
|  | Les armes de Frotey-lès-Lure se blasonnent ainsi : « De gueules aux deux fléaux d’or passée en sautoir, au bras dextre d’argent paré de sable, tenant un chardon arraché aussi d’or, le tout mis en pal et brochant sur les fléaux ». Sa devise est : Spinas ejus non timui. |